# Pygopleurus tristis
Pygopleurus tristis là một loài bọ cánh cứng trong họ Glaphyridae. Loài này được Petrovitz miêu tả khoa học năm 1968.